# Polezne, Rozdilna
Polezne (în ucraineană Полезне) este un sat în comuna Velîka Mîhailivka din raionul Rozdilna, regiunea Odesa, Ucraina.

## Demografie
Componența lingvistică a localității Polezne
     Ucraineană (91,99%)
     Română (3,34%)
     Rusă (1,74%)
     Bulgară (1,34%)
Conform recensământului din 2001, majoritatea populației localității Polezne era vorbitoare de ucraineană (91,99%), existând în minoritate și vorbitori de română (3,34%), rusă (1,74%), găgăuză (1,34%) și bulgară (1,34%).